# 陈叔通

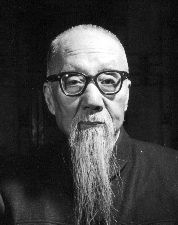
陳叔通

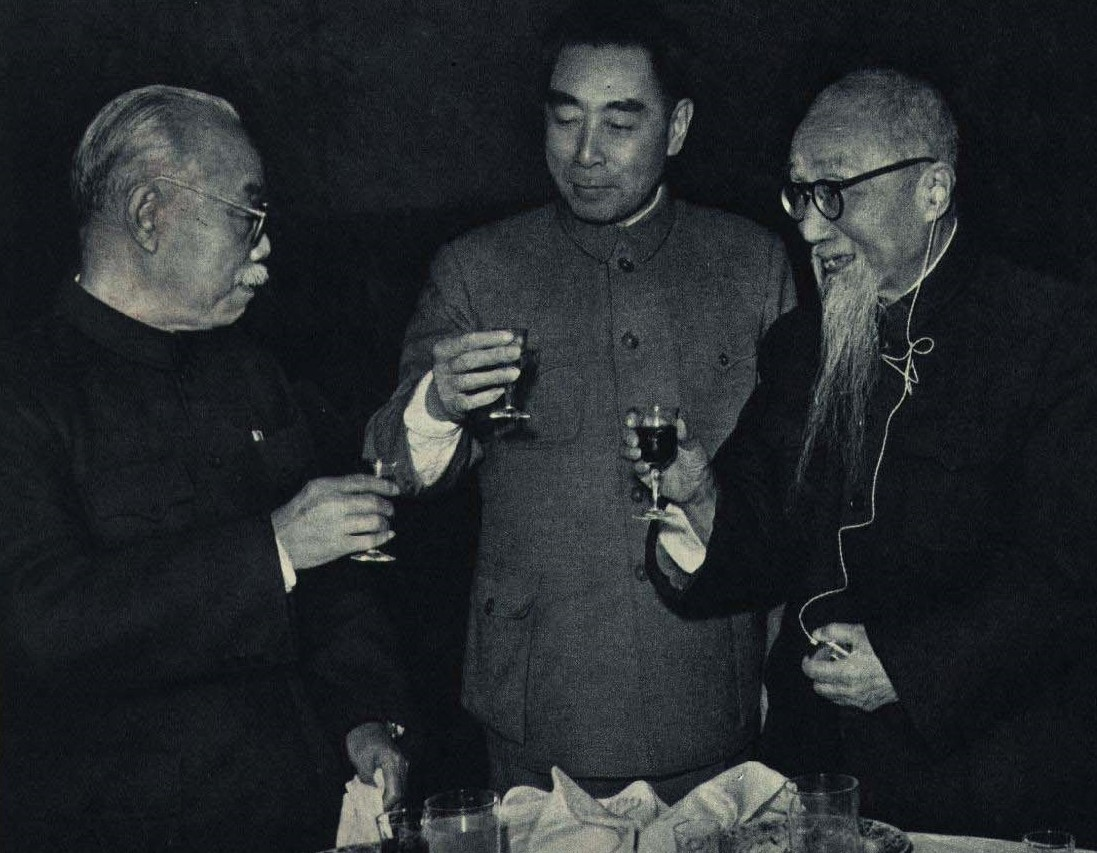
1962年全国政协酒会上，杨明轩、周恩来、陈叔通

陈叔通（1876年—1966年2月17日），名敬第，字叔通，号云麋，男，浙江杭州人，中华人民共和国实业家、學者、社會活動家及政治人物，原副国级领导人。

## 生平
清光绪二十九年（1903年）癸卯科殿试位列二甲第三十八名，同年闰五月，改翰林院庶吉士。次年留学日本法政大学。回國後曾任資政院議員。辛亥革命后任第一届国会众议院议员。曾参加反袁护法斗争。以后长期担任商务印书馆董事和浙江兴业银行董事，从事实业活动。
抗日战争胜利前夕，参加筹组上海人民团体联合会，从事民主活动。1949年出席中国人民政治协商会议第一届全体会议。中華人民共和國建立后，历任中央人民政府委员会委员、全国人民代表大会常务委员会副委员长、中国人民政治协商会议全国委员会副主席和全国工商联主任委员等职务。1954年9月，他出席第一届全国人大第一次会议讨论宪法草案，期间并发言。

## 家庭
妻子朱君宜。女儿是学者、教育家、社会活动家陈慧。